# Rockingham (Západní Austrálie)
Rockingham je město v Západní Austrálii ležící jihozápadně od Perthu a jižně od Fremantle. V zálivu Mangles Bay najdeme místní pláže. Severozápadně od města se nachází základna Královského australského námořnictva – HMAS Stirling. Ze západní a jižní strany k městu přiléhá Shoalwater Islands Marine Park.

## Historie
Město bylo pojmenováno po plachetnici Rockingham, jedné ze tří plavidel, která Thomas Peel najal, aby dopravila osadníky do Západní Austrálie. Dalšími loděmi byly Gilmore a Hooghly. Plachetnice zde přistála 14. května 1830. Vítr ji vrhl na pobřeží a po marných pokusech vrátit loď na vodu byla opuštěna. Osadníci údajně založili tábor poblíž vraku a osadu pojmenovali Rochkingham Town.
Již před příchodem Evropanů byla oblast obývána po tisíce let kmeny domorodé kultury Noongar, které v době přistání osadníků vedl Galyute.
Pozemky v Rockinghamu byly vyměřeny a připraveny k prodeji již roku 1847. Nicméně až do dokončení železniční tratě a kotviště v roce 1872 se jich prodalo pouze několik. Po dokončení přístavu se Rockingham stal centrem exportu dřeva pocházejícího z Jarrahdale. Město prosperovalo až do roku 1897, kdy byl dokončen přístav Inner Harbour ve Fremantle, který ubral přístavu v Rockinghamu na důležitosti. Po roce 1908 pak přístav v Rockinghamu již nadále k exportu dřeva nesloužil.
Konec využívání přístavu k exportu dřeva přišel ve stejnou dobu, kdy se začalo rozšiřovat využívání automobilů. A právě tato nová móda cestování dala impuls k rychlému rozvoji této malé pobřežní osady v přímořské letovisko. Přijatelná vzdálenost jak z Fremantle, tak z Perthu umožňovala výletníkům legálně si dopřávat alkoholické nápoje i o nedělích. V té době se dodržovala posvátnost neděle a prodej alkoholu byl o nedělích přísně regulován. Turisté během svého pobytu v letovisku využívali také starého přístavního mola, a to až do roku 1947, kdy bylo definitivně zničeno.
V posledním desetiletí se Rockingham stal satelitním městem Perthu, spolu s Mandurah, a patří k nejrychleji rostoucím rezidenčním oblastem v Austrálii. Námořní tradice je utužována neustálým rozšiřováním námořní základy Australského královského námořnictva (námořní základna HMAS Stirling), stejně jako rozvojem lodního stavitelství a dalších námořních podpůrných služeb v nedalekém Hendersonu.

## Pamětihodnosti

### Památník Catalpa
Dne 9. září 2005 došlo k odhalení památníku na pláži v Rockinghamu, který připomíná pamětnou záchranu na lodi Catalpa. Šlo o proslulý útěk šesti odsouzených irských Feniánů z vězení ve Fremantle ve dnech 17. až 18. dubna 1876. Na jich se dostali vozem taženým koňmi a z pláží v Rockinghamu byli uprchlíci přepraveni na veslicích na loď Catalapa, americkou velrybářskou loď. Památník zobrazuje šest divokých hus v letu. Autorem památníku je Francis Conlan.

### Naval Memorial Park
Severně od města leží Rockingham Naval Memorial Park. Najdeme zde řadu pamětních desek, 110mm dělová věž z lodi HMAS Derwent (DE 49) a část ponorky HMAS Orion.

## Fotogalerie

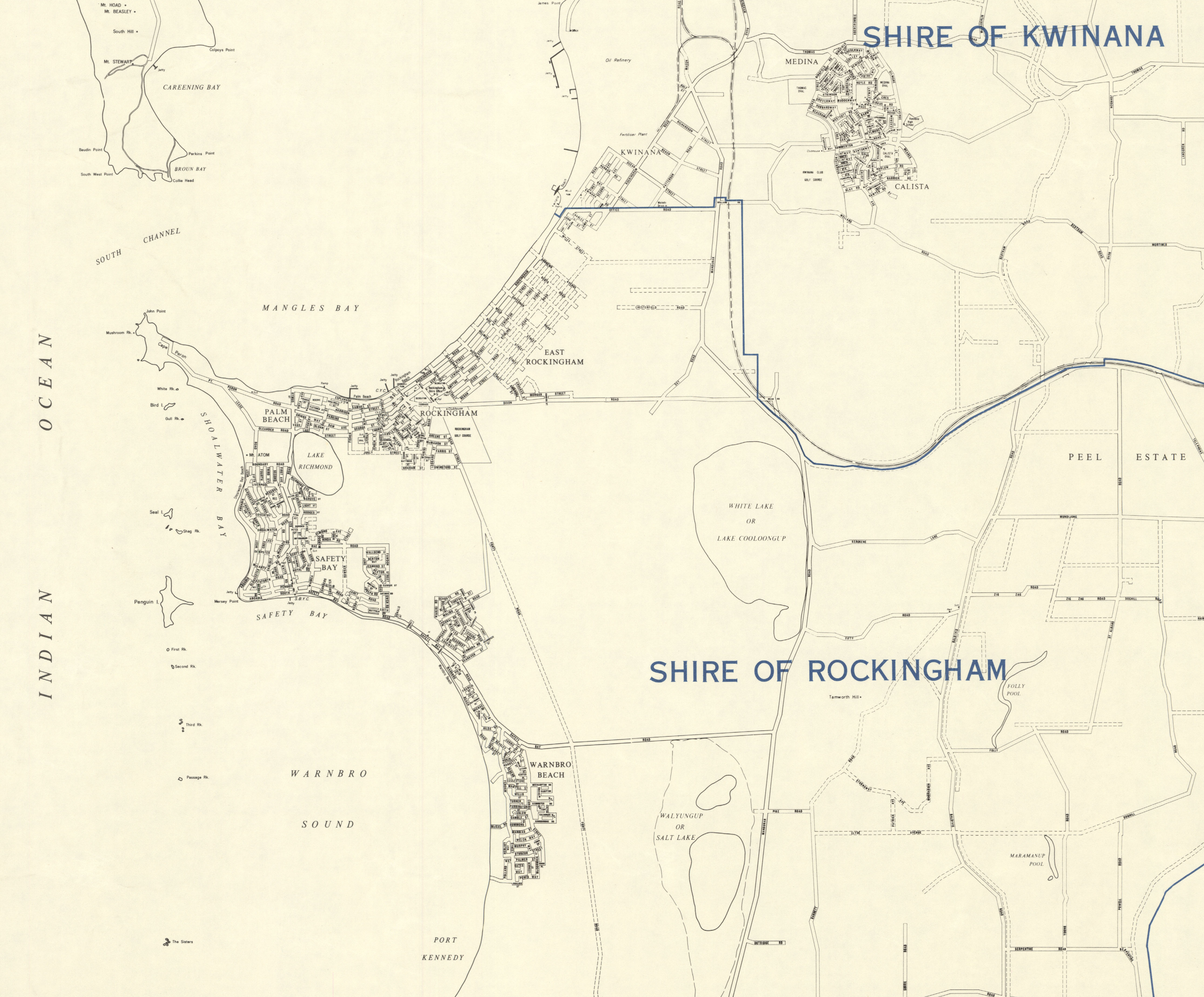
Mapa města a okolí z roku z 1967
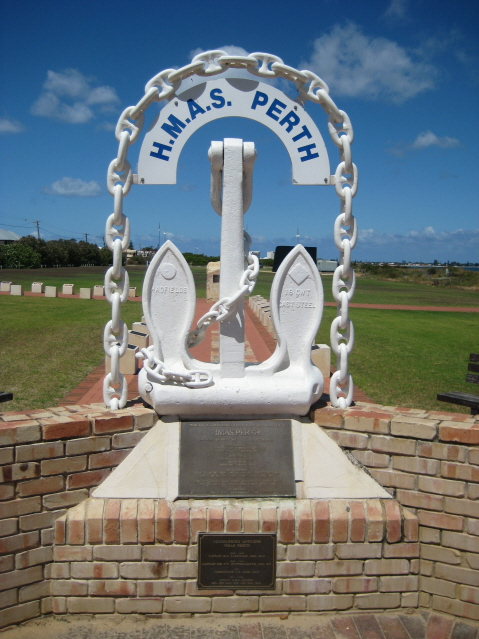
Rockingham Naval Memorial Park
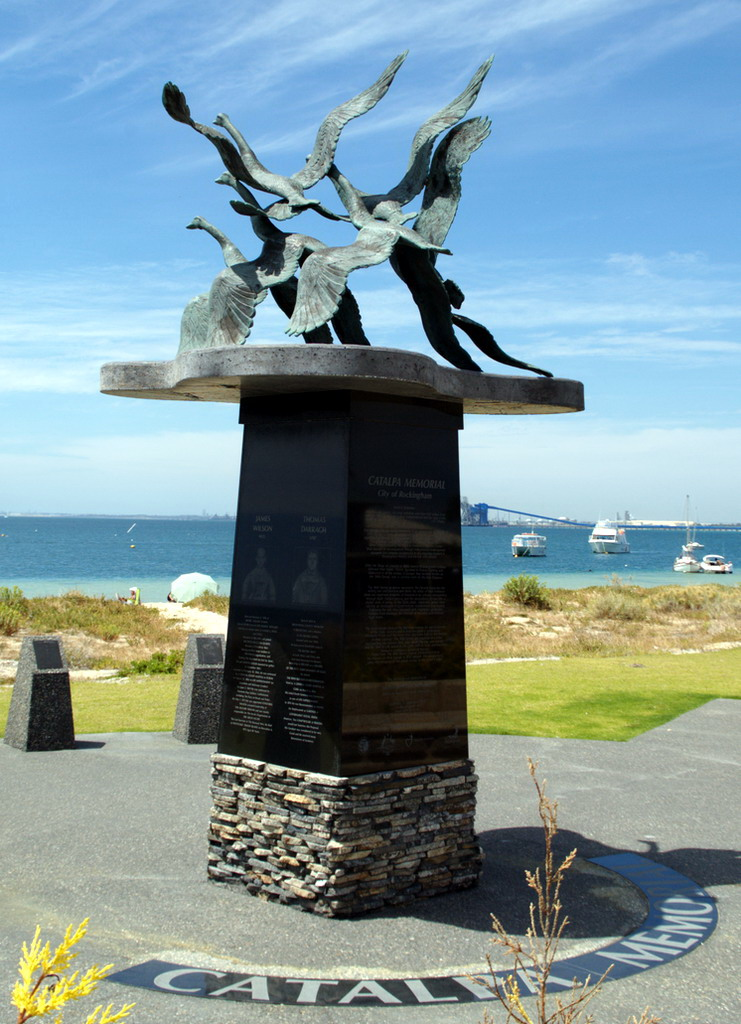
Památník Catalpa